# 生活衛生関係営業
生活衛生関係営業（せいかつえいせいかんけいえいぎょう）とは生活衛生関係営業の運営の適正化及び振興に関する法律で定められている公衆衛生を基本とする業種である。生衛業、生活衛生業ともいう。生衛業とは18の営業の総称である。

## 種類

### 飲食業
- 飲食店（寿司・麺類（うどん・そば）・中華料理・料理店（料亭）・喫茶店・食堂・レストラン・社交業（スナック・バー））

### 販売業
- 食肉販売業（食肉販売店）
- 食鳥肉販売業（食鳥肉販売店）
- 氷雪販売業（氷屋）

### サービス業
- 理容（理容所（理容店））
- 美容（美容所（美容店））
- クリーニング（クリーニング所（クリーニング店））
- 公衆浴場（銭湯）
- 旅館（ホテル・民宿・簡易宿泊所・下宿）
- 興行（興行場（映画館））

## 団体
上記を統括する団体はそれぞれ生活衛生同業組合を持つこととなっている。生活衛生同業組合は一般社団法人全国生活衛生同業組合中央会とそれを組織する16の生活衛生同業組合連合会で構成されている。
| サブスタブ | この項目は、まだ閲覧者の調べものの参照としては役立たない、書きかけの項目です。この項目を加筆・訂正などしてくださる協力者を求めています。このテンプレートは分野別のサブスタブテンプレートやスタブテンプレート（Wikipedia:分野別のスタブテンプレート参照）に変更することが望まれています。 |